# Atelecyclus
Atelecyclus is een geslacht van krabben.

## Soortenlijst
Volgende soorten werden beschreven:
- Atelecyclus rotundatus (Olivi, 1792)
- Atelecyclus undecimdentatus (Herbst, 1783)